# Raving Rabbids Travel in Time
Rabbids Travel in Time è il 5° gioco della serie Rabbids.
Il gioco è ambientato nel 2012 e ripropone il tema dell'Apocalisse in versione ironica, dove il mondo e la storia vengono distrutti dai Rabbids e la loro macchina del tempo. Lo scopo del gioco è quello di cambiare più volte possibile il corso della storia.

## Trama
I Rabbids, conigli che vivevano sulla Luna che si sono poi trasferiti sulla Terra, scoprono una misteriosa lavatrice. Ci entrano e inavvertitamente la fanno partire. Questa è in realtà una macchina del tempo che li porterà a vivere i momenti più famosi della storia della Terra e a modificarli. Dopo aver assediato un museo, tramite questo ripercorreranno tutte le tappe fondamentali della storia dell'uomo distruggendole.

## Accoglienza

### Remake
Nel 2011 è stato prodotto un rifacimento per Nintendo 3DS conosciuto come Rabbids 3D.